# Jardins suspendus (Thuin)
Pour les articles homonymes, voir Jardins suspendus.
Les jardins suspendus de Thuin sont un ensemble de jardins en terrasses situés à Thuin en province de Hainaut (Belgique).
Les jardins sont classés comme monument le 29 mars 1976 et repris sur la liste du patrimoine exceptionnel de la Région wallonne depuis 2009.

## Localisation
Les jardins suspendus se situent sur le flanc sud du centre historique de la ville haute de Thuin, bien orientés et bénéficiant d'une excellente exposition au soleil sur le versant et la rive droite de la Biesmelle, un affluent de la Sambre. Plusieurs étroites ruelles pavées comme le Posty Arlequin et le Grand Mont longent une partie de ces jardins.

## Historique
Au cours des siècles, les Thudiniens ont progressivement utilisé les parcelles situées entre les différents niveaux des remparts de ville en les cultivant comme jardins potagers familiaux.
Ils ont été restaurés dans les années 2000 avec l'aide du Fonds européen de développement régional et de la Région wallonne (Phasing out de l'Objectif 1).

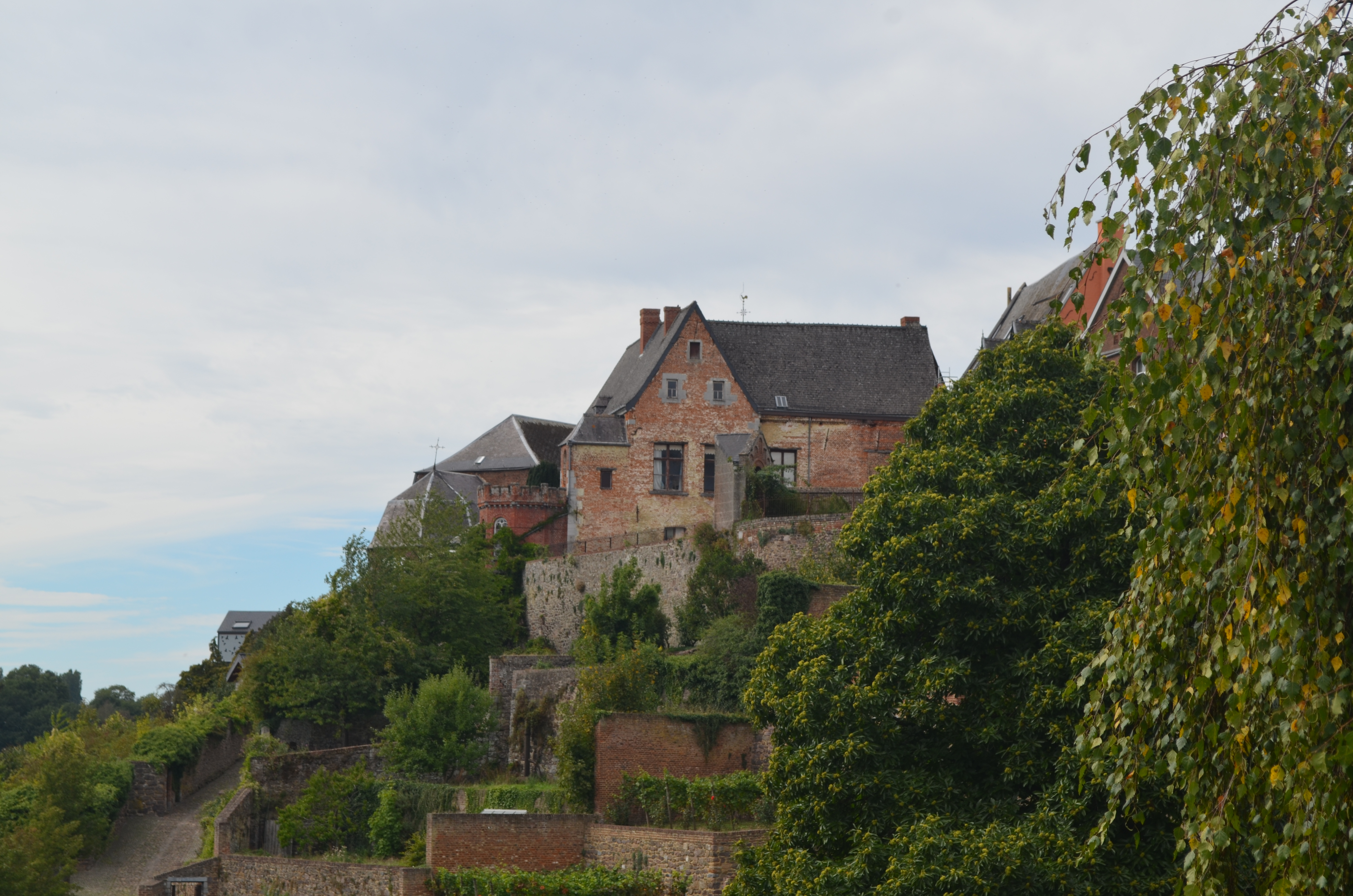
Les jardins suspendus dans le Posty Bury et l'ancien hôtel de la famille Bury.

## Description
Il s'agit d'un ensemble d'environ 210 jardins aménagés sur plusieurs niveaux entre les différents murs de fortification érigés en pierre de grès. Ils sont visibles par des portes à claire-voie. En outre, des vignes ont été replantées en 2001 et produisent un vin doux naturel appelé : Le Clos des Zouaves.

## Visite
Les jardins sont visibles librement et gratuitement suivant un parcours jalonné de onze panneaux explicatifs.

### Source et lien externe
- « Les Jardins suspendus de Thuin / Patrimoine exceptionnel de Wallonie », sur walloniebelgiquetourisme.be (consulté le 5 octobre 2020)